# Sivatagi varacskosdisznó
A sivatagi varacskosdisznó (Phacochoerus aethiopicus) az emlősök (Mammalia) osztályának párosujjú patások (Artiodactyla) rendjébe, ezen belül a disznófélék (Suidae) családjába és a Suinae/?Phacochoerinae alcsaládjába tartozó faj.
A Phacochoerus emlősnem típusfaja.

## Előfordulása
Két egymástól földrajzilag jól elkülönült alfaja ismert. Az egyik a Phacochoerus aethiopicus aethiopicus vagy fokföldi varacskosdisznó, amely egykoron Dél-Afrikában élt. Az erőteljes vadászat miatt állományai a 19. század végére nagyon megritkultak. A század végén kitört marhapestis járvány a túlélő állatokat mind megfertőzte, és az alfaj 1900-ra kihalt.
A másik alfaj a ma is élő Phacochoerus aethiopicus delamerei vagy szomáli varacskosdisznó. Etiópia délkeleti részén, Szomáliában és Kenya északkeleti területein honos. Elsősorban száraz, sivatagi jellegű vidékeken fordul elő.
A sivatagi varacskosdisznót a Természetvédelmi Világszövetség a „sebezhető” kategóriába sorolta.

## Alfajai
- Phacochoerus aethiopicus aethiopicus Pallas, 1766
- Phacochoerus aethiopicus delamerei Lönnberg, 1909

## Megjelenése
Az állat hossza 100-145 centiméter, marmagassága 50-75 centiméter és testtömege 45-130 kilogramm. 
|  |  |

## Szaporodása
Vemhességi idő: 170-175 nap.

## Rokon faj
A sivatagi varacskosdisznó legközelebbi rokona és a Phacochoerus nem másik faja, a szavannai varacskosdisznó (Phacochoerus africanus). Bár a sivatagi varacskosdisznó kisebb termetű, a két faj nagyon hasonlít egymásra. Több kutató össze is vonja őket egyetlen fajba. A szavannai varacskosdisznó a sivatagi varacskosdisznóval szemben igen elterjedt faj.

## Állatkerti tartása
A két varacskosdisznó-faj közül az állatkertek általában a szavannai varacskosdisznókat mutatják be, a sivatagi varacskosdisznók ritkaságszámba mennek. Európában csak nyolc, világszerte pedig összesen csak huszonkét állatkertben láthatja őket a közönség.